# سایشی دندانی بی‌واک
سایشی دندانی بی‌واک(به انگلیسی: voiceless dental non-sibilant fricative) یک نوعی از  همخوان‌ها است که در  گفتار زبان‌های مختلفی استفاده می‌شود. این همخوان در زبان فارسی وجود ندارد اما مثالی از آن در انگلیسی به صورت 'th' در thing (به معنی «جسم») است. نماد آن در الفبای آوانگاری بین‌المللی به صورت θ, و برابر با T در الفبای آوایی گسترده برای روش‌های ارزشیابی گفتار است.  نماد آن در IPA از حرف تتا در الفبای یونانی گرفته شده‌است که صدای آن در این زبان همین همخوان است.
این همخوان در زبان‌های انگلیسی، عربی، اسپانیای (فقط اسپانیایی اسپانیا)، زبان برمه‌ای و زبان یونانی وجود دارد. 
گویشوران زبان‌ها و گویش‌های بدون این همخوان (مانند فارسی) گاهی در تولید این همخوان دچار مشکل می‌شوند. در زبان فارسی کلمات دخیل از زبان انگلیسی را گاهی به صورت t مانند اسمیت یا گاهی به صورت s تلفظ می‌کنند مانند بلوتوث. و کلمات دخیل از زبان عربی را همگی به صورت s تلفظ می‌کنند مانند ثابت.
همخوان سایشی دندانی بی‌واک در زبان‌های بسیاری از بین رفته‌است مثلاً در زبان‌های ژرمنی قبلاً این همخوان وجود داشت ولی اکنون به جز زبان ایسلندی و زبان انگلیسی در دیگر زبان‌های ژرمنی وجود ندارد.

## گستره کاربرد
| زبان                    | زبان                    | کلمه                                                                                             | IPA        | معنی        | یادداشت |
| ----------------------- | ----------------------- | ------------------------------------------------------------------------------------------------ | ---------- | ----------- | ------- |
| زبان آلبانیایی          | زبان آلبانیایی          | [[[الفبای آلبانیایی\|thotë]]] Error: {{Lang}}: متن دارای نشانه‌گذاری ایتالیک است (راهنما)         | [θɔtə]     | 'گفتن'      |         |
| زبان عربی               | معیار                   | ثابت                                                                                             | [ˈθa:bit]  | 'محکم'      |         |
| زبان باشقیری            | زبان باشقیری            | үҫал                                                                                             | [uθaɫ]     | 'عصبانی'    |         |
| زبان بربری              | زبان کابیل              | faṯ                                                                                              | [faθ]      | 'بریدن'     |         |
| زبان برتا               | زبان برتا               | [θɪ́ŋɑ̀]                                                                                           | [θɪ́ŋɑ̀]     | 'خوردن'     |         |
| زبان برمه‌ای             | زبان برمه‌ای             | [[[دبیره برمه‌ای\|?]]/thuuu] Error: {{Lang}}: اسکریپت: mymr پشتیبانی نشده برای شناسه: my (راهنما) | [θòʊ̃]      | 'سه'        |         |
| زبان کورنی              | زبان کورنی              | eth                                                                                              | [ɛθ]       | 'هشت'       |         |
| زبان امیلیانو-رومانیولو | زبان امیلیانو-رومانیولو | [[[الفبای لاتین\|faza]]] Error: {{Lang}}: شناسهٔ زبان ناشناخته: eml (راهنما)                      | [ˈfa:θɐ]   | 'صورت'      |         |
| زبان انگلیسی            | زبان انگلیسی            | thin                                                                                             | [θɪn]      | 'لاغر'      |         |
| زبان گالیسی             | زبان گالیسی             | [[[الفبای لاتین\|cero]]] Error: {{Lang}}: اسکریپت: latn پشتیبانی نشده برای شناسه: gl (راهنما)    | [θeɾo]     | 'صفر'       |         |
| زبان یونانی             | زبان یونانی             | θάλασσα                                                                                          | [ˈθalasa]  | 'دریا'      |         |
| زبان ایسلندی            | زبان ایسلندی            | [[[الفبای لاتین\|kvöldið]]] Error: {{Lang}}: اسکریپت: latn پشتیبانی نشده برای شناسه: is (راهنما) | [kʰvœltiθ] | 'بعدازظهر'  |         |
| زبان لئونی              | زبان لئونی              | ceru                                                                                             | [θeɾu]     | 'صفر'       |         |
| زبان ساردنیایی          | Nuorese                 | petha                                                                                            | [pɛθa]     | 'گوشت'      |         |
| زبان اسپانیایی          | اسپانیایی کاستیل        | [[[دبیره اسپانیایی\|cazar]]] Error: {{Lang}}: متن دارای نشانه‌گذاری ایتالیک است (راهنما)          | [kaˈθar]   | 'شکار کردن' |         |
| زبان سواحلی             | زبان سواحلی             | [[[الفبای لاتین\|thamini]]] Error: {{Lang}}: متن دارای نشانه‌گذاری ایتالیک است (راهنما)           | [θɑmini]   | 'ارزش'      |         |
| سریانی                  | کلاسیک                  | ܬܠܬܐ                                                                                             | [tlɑθɑ]    | 'سه'        |         |
| زبان ترکمنی             | زبان ترکمنی             | [[[الفبای ترکمنی\|sekiz]]] Error: {{Lang}}: متن دارای نشانه‌گذاری ایتالیک است (راهنما)            | [θekið]    | 'هشت'       |         |
| زبان ولزی               | زبان ولزی               | [[[الفبای ولزی\|saith]]] Error: {{Lang}}: متن دارای نشانه‌گذاری ایتالیک است (راهنما)              | [saiθ]     | 'هفت'       |         |